# Volker Bierbrauer
Volker Bierbrauer (* 19. September 1940 in Kirn) ist ein deutscher Prähistoriker und Mittelalterarchäologe.
1969 wurde er in München in Vor- und Frühgeschichte promoviert, die Habilitation bei Joachim Werner folgte 1977. 1979 wurde er an die Universität Bonn berufen. Von 1990 bis 2006 war er Inhaber des Lehrstuhls für Vor- und Frühgeschichte an der Ludwig-Maximilians-Universität in München. Nachfolgerin wurde 2007 Carola Metzner-Nebelsick.
Zu seinen Forschungsgebieten gehören die Geschichte von Goten und Langobarden, Siedlungsarchäologie im Alpenraum und Norditalien, der frühchristliche Bischofssitz in Säben oder Invillino-Ibligo in Friaul (in der Nähe von Tolmezzo) und Fragen der Kontinuität zwischen Antike und Mittelalter. Der zeitliche Rahmen seiner Arbeiten reicht vom 2. Jahrhundert v. Chr. bis ins 9. Jahrhundert n. Chr. Er hat wichtige archäologische Quellen im Alpenraum erschlossen und interpretiert.
Seit 2005 ist Bierbrauer ordentliches Mitglied der Bayerischen Akademie der Wissenschaften, wo er der Kommission zur vergleichenden Archäologie römischer Alpen- und Donauländer angehört. Er war Mitglied des Steering Committee des Forschungsprogramms Transformation of the Roman World der Europäischen Wissenschaftsstiftung und ist Vorsitzender der internationalen Bewertungskommission des Römisch-Germanischen Zentralmuseums Mainz. Außerdem gehört er der Accademia Roveretana degli Agiati und der Kommission zur Erforschung von Sammlungen Archäologischer Funde und Unterlagen aus dem Nordöstlichen Mitteleuropa an.

## Schriften (Auswahl)
- Die ostgotischen Grab- und Schatzfunde in Italien (= Biblioteca degli studi medievali. Band 7, ISSN 0523-3437). Centro italiano di studi sull’alto Medioevo, Spoleto 1975, (Überarbeitete Fassung von: München, Universität, Dissertation, 1969).
- Frühgeschichtliche Akkulturationsprozesse in den germanischen Staaten am Mittelmeer (Westgoten, Ostgoten, Langobarden) aus der Sicht des Archäologen. In: Atti del 6° congresso internazionale di studi sull’alto medioevo. Milano, 21–25 ottobre 1978. Band 1. Presso la Sede del Centro di Studi, Spoleto 1980, S. 89–105.
- Invillino-Ibligo in Friaul. Teil 1: Die römische Siedlung und das spätantik-frühmittelalterliche Castrum (= Münchner Beiträge zur Vor- und Frühgeschichte. Band 33). 2 Teilbände, C. H. Beck, München 1987, ISBN 3-406-31781-2.
- Invillino-Ibligo in Friaul. Teil 2: Die spätantiken und frühmittelalterlichen Kirchen (= Münchner Beiträge zur Vor- und Frühgeschichte. Band 34). C. H. Beck, München 1988, ISBN 3-406-31782-0.
- Langobarden, Bajuwaren und Romanen im mittleren Alpengebiet im 6. und 7. Jahrhundert. Siedlungsarchäologische Studien zu zwei Überschichtungsprozessen in einer Grenzregion und zu den Folgen für die Alpenromania. In: Wolfgang Haubrichs, Reinhard Schneider (Hrsg.): Grenzen und Grenzregionen = Frontières et régions frontalières (= Veröffentlichungen der Kommission für Saarländische Landesgeschichte und Volksforschung. Band 22). Saarbrücker Druckerei und Verlag, Saarbrücken 1993 (erschienen 1994), ISBN 3-925036-83-0, S. 147–178.
- Archäologie und Geschichte der Goten vom 1.–7. Jahrhundert. In: Frühmittelalterliche Studien. Band 28, 1994, S. 51–171 (PDF; 20,4 MB).
- Archäologie der Langobarden in Italien. Ethnische Interpretation und Stand der Forschung. In: Walter Pohl, Peter Erhart (Hrsg.): Die Langobarden. Herrschaft und Identität (= Forschungen zur Geschichte des Mittelalters. 9 = Österreichische Akademie der Wissenschaften. Philosophisch-Historische Klasse. Denkschriften. 329). Verlag der Bayerischen Akademie der Wissenschaften, Wien 2005, ISBN 3-7001-3400-2, S. 21–65.
- Ethnos und Mobilität im 5. Jahrhundert aus archäologischer Sicht. Vom Kaukasus bis Niederösterreich (= Abhandlungen der Bayerischen Akademie der Wissenschaften. Philosophisch-Historische Klasse. Neue Folge, Heft 131). Verlag der Bayerischen Akademie der Wissenschaften, München 2008, ISBN 978-3-7696-0973-8.
- mit Hans Nothdurfter: Die Ausgrabungen im spätantik-frühmittelalterlichen Bischofssitz Sabiona-Säben in Südtirol I. Frühchristliche Kirche und Gräberfeld (= Münchner Beiträge zur Vor- und Frühgeschichte. Band 58). 3 Teilbände. C. H. Beck, München 2015, ISBN 978-3-406-10762-7.